# Anastasia Nichita
Anastasia Nichita (Tătărești, 19 de febrero de 1999) es una deportista moldava que compite en lucha libre.
Participó en dos Juegos Olímpicos de Verano, obteniendo una medalla de plata en París 2024, en la categoría de 57 kg, y el séptimo lugar en Tokio 2020, en la misma categoría.
Ganó dos medallas en el Campeonato Mundial de Lucha, en los años 2022 y 2023, y cinco medallas en el Campeonato Europeo de Lucha entre los años 2019 y 2023. En los Juegos Europeos de Minsk 2019 obtuvo una medalla de bronce en la categoría de 57 kg.

## Palmarés internacional
| Juegos Olímpicos   | Juegos Olímpicos    | Juegos Olímpicos  | Juegos Olímpicos |
| Año                | Lugar               | Medalla           | Categoría        |
| ------------------ | ------------------- | ----------------- | ---------------- |
| 2024               | París (Francia)     | Medalla de plata  | 57 kg            |
| Campeonato Mundial |                     |                   |                  |
| Año                | Lugar               | Medalla           | Categoría        |
| 2022               | Belgrado (Serbia)   | Medalla de oro    | 59 kg            |
| 2023               | Belgrado (Serbia)   | Medalla de plata  | 57 kg            |
| Juegos Europeos    |                     |                   |                  |
| Año                | Lugar               | Medalla           | Categoría        |
| 2019               | Minsk (Bielorrusia) | Medalla de bronce | 57 kg            |
| Campeonato Europeo |                     |                   |                  |
| Año                | Lugar               | Medalla           | Categoría        |
| 2019               | Bucarest (Rumania)  | Medalla de bronce | 57 kg            |
| 2020               | Roma (Italia)       | Medalla de oro    | 59 kg            |
| 2021               | Varsovia (Polonia)  | Medalla de bronce | 59 kg            |
| 2022               | Budapest (Hungría)  | Medalla de oro    | 59 kg            |
| 2023               | Zagreb (Croacia)    | Medalla de oro    | 59 kg            |